# 肖恩·戴彻
桑恩·戴治（英語：Sean Dyche，1971年6月28日—）在英格蘭東部北安普敦郡的凯特林（Kettering）出生，是一名前足球運動員，司職中堅，退役後擔任領隊，曾執教英超球會愛華頓。
戴治出身諾定咸森林青訓系統，但於1990年初尚未轉職業球員便加盟車士打菲特，先後效力布里斯托城、盧頓、米禾爾、屈福特及諾咸頓。2007年退役後返回舊東家屈福特擔任U18青年隊教頭。2009年7月當马尔基·马凯上任領隊時獲提升為助理領隊，於马尔基·马凯在2011年6月轉投卡迪夫城後接手任教。

## 執教數據
最後更新：match played 4 February 2023
| 球會   | 合約開始日期   | 合約終止日期  | 記錄 | 記錄 | 記錄 | 記錄 | 記錄   |
| 球會   | 合約開始日期   | 合約終止日期  | P    | W    | D    | L    | 勝率 % |
| ------ | -------------- | ------------- | ---- | ---- | ---- | ---- | ------ |
| 屈福特 | 2011年6月21日  | 2012年7月6日  | 49   | 17   | 17   | 15   | 34.7   |
| 般尼   | 2012年10月30日 | 2022年4月15日 | 425  | 149  | 118  | 158  | 35.1   |
| 愛華頓 | 2023年1月30日  | 2025年1月10日 | 1    | 1    | 0    | 0    | 100.00 |
| 合計   | 合計           | 合計          | 475  | 167  | 135  | 173  | 35.2   |

## 榮譽

### 球員
布里斯托城
- 英格蘭乙組足球聯賽亞軍：1997/98年（升班甲組）

米禾爾
- 英格蘭乙組足球聯賽冠軍：2000/01年（升班甲組）

諾咸頓
- 英格蘭足球乙級聯賽亞軍：2005/06年（升班英甲）

### 領隊
般尼
- 英格蘭足球冠軍聯賽冠軍: 2015-16（升班英超）[2]

## 外部連結
- 足球数据库：Sean Dyche的球员统计数据